# ズデニェック・マテイカ

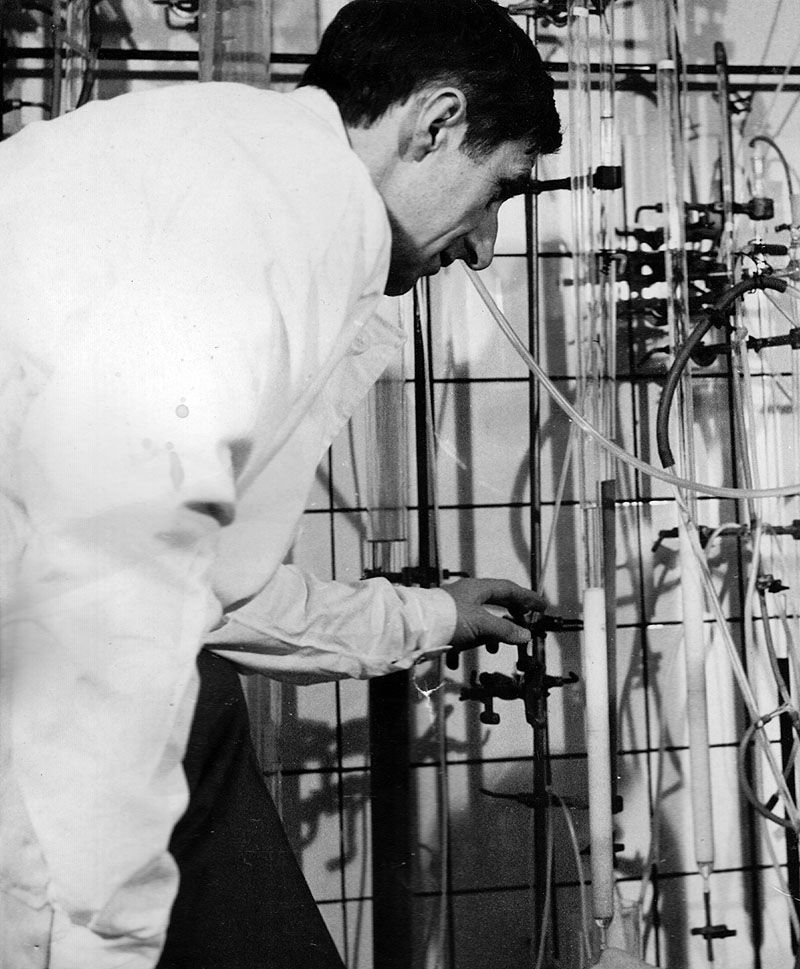
ズデニェック・マテイカ

ズデニェック・マテイカ（Zdenek Matejka、1930年4月30日 - 2006年10月2日）は、イオン交換の発展に貢献したことで知られるチェコ共和国の化学者。

## 生涯
1930年にテプリツェで生まれ、1955年にはプラハ化学技術大学で化学を学ぶため、プラハに移り住んだ。1960年には修士号を取得し、CKD Dukla corp.の水研究所で働く傍ら、プラハ化学技術大学の熱工学科の博士課程特別コースへ進んだ。当時の指導教官は学科を創始したフランティセク・カラス教授 (Prof. Frantisek Karas) であった。1967年に水の電気化学的脱イオン化に関する研究で博士号を取得した。1972年には産業界から大学へ異動し、長期間にわたって助手としてイオン交換の基礎研究に従事した。
ビロード革命後の1990年には助教授に昇格した。研究グループでは主にキレート型のイオン交換樹脂を用いた水に含まれる重金属の選択的な除去、および水中の硝酸イオンの除去に関する研究を行った。1997年には発電工学科の学科長を務め、2000年にはそれまでの教育と科学的な成果によって教授となった。その後、2002年には65歳で退職したものの、パートタイムで研究グループを牽引していた。
2006年10月2日、長い療養生活の後にプラハで生涯を終えた。
プラハ化学技術大学で教鞭を取っている間には、約60名の修士課程の学生、および20名の博士課程の学生たちを指導した。また、日本、ドイツ、アメリカ、イギリスそしてトルコといった世界各地との共同研究体制を実現した。